# Морган, Дженнифер
Дженнифер Морган (Jennifer Morgan; род. 21 апреля 1966, Нью-Джерси) — американский климатический эксперт и активист, исполнительный директор Greenpeace International (с апреля 2016), прежде с 2009 года сотрудница World Resources Institute, где являлась глобальным директором по климату. Ещё ранее она возглавляла Глобальную программу по изменению климата Всемирного фонда природы (WWF).
Выросла в Нью-Джерси.
Окончила Индианский университет (бакалавр политологии и германистики), получила степень магистра по международным отношениям в American University School of International Service.
Член консультативного совета Grantham Institute – Climate Change and Environment.
Редактор Пятого оценочного доклада МГЭИК.
Почётный член Germanwatch.